# Олейник, Валерий Андреевич
Валерий Андреевич Олейник (род. 3 января 1962, Липецк) — советский и российский хоккеист, защитник. Мастер спорта СССР, мастер спорта России. Тренер.

## Биография
Воспитанник ДЮСШ «Новолипецк», в которую пришёл в 13 лет. Первый тренер Евгений Мещеряков. Начинал играть на позиции нападающего; из-за болезни защитников сменил амплуа. За «Металлург», впоследствии «Трактор» Липецк дебютировал в сезоне 1979/80 класса «Б». По рекомендации Олега Зайцева в 1986 году перешёл в воскресенский «Химик». Сезон 1988/89 начал в московском «Спартаке», через полгода вернулся в «Трактор», который был дочерней командой «Спартака». В 1992 году вместе с тренером Олегом Галяминым перешёл в «Вятич» Рязань и через два месяца уехал в команду третьей немецкой лиге «Деггендорф». За полупрофессиональный клуб до конца сезона играл с Олегом Барсуковым и Юрием Герасимовым.
Сезоны 1994/95 — 1995/96 провёл в команде МХЛ «Молот» Пермь, затем вновь вернулся в Липецк. В 1998 голу с ХК «Липецк» вышел в Суперлигу. После сезона 1998/99 решил закончить карьеру, но вскоре вернулся в команду и играл до 41 года.
Единственный из игроков липецкой команды, чей свитер с 28 номером был повешен под сводами Дворца спорта «Звёздный». Этот номер навечно закреплён за Олейником.
Тренер (2003—2012) и главный тренер (2012—2015) ХК «Липецк». В октябре 2015 года был назначен заместителем директора Центра спортивной подготовки Липецкой области «Школа высшего спортивного мастерства». 26 ноября 2015 года был назначен старшим тренером «Кристалла» Саратов. Тренер (2016—2019) ХК «Тамбов». Тренер (2022—2023) МХК «Липецк» в НМХЛ. Тренер липецкой СШ-11 (2023—2024). С мая 2024 года — тренер защитников в «Металлурге» Новокузнецк.

### Семья
Женился в 19 лет, супруге было 17 лет. Жена через 27 лет погибла в автокатастрофе. Дочери Елена (сын Иван, дочь София) и Яна (дочь Алина, сын).